# ستيوارت نيلسون
ستيوارت نيلسون (بالإنجليزية: Stuart Nelson)‏ (17 سبتمبر 1981 في المملكة المتحدة - ) هو لاعب كرة قدم بريطاني في مركز حراسة المرمى. لعب مع نادي أبردين ونادي برينتفورد ونادي دونكاستر روفرز ونادي غيلينغهام ونادي ليتون أورينت ونوتس كاونتي ونورويتش سيتي وHucknall Town F.C. ‏.

## وصلات خارجية
- ستيوارت نيلسون على موقع قاعدة بيانات كرة القدم.إي يو (الإنجليزية)
- ستيوارت نيلسون على موقع Soccerbase.com (لاعب) (الإنجليزية)